# Bunderspitz
Bunderspitz är en bergstopp i Schweiz. Den ligger i distriktet Frutigen-Niedersimmental och kantonen Bern, i den centrala delen av landet. Toppen på Bunderspitz är 2 546 meter över havet.
Den norra sidan är en brant klippa och de andra sidorna lutar måttlig. De är täckta av gräs. Toppen besöks ofta under vintern av vandrare.